# Gare de Lamballe
Gare de Lamballe vasútállomás Franciaországban, Lamballe településen.

## Vasútvonalak
Az állomást az alábbi vasútvonalak érintik:
- Párizs–Brest-vasútvonal
- Lison–Lamballe-vasútvonal

## Kapcsolódó állomások
A vasútállomáshoz az alábbi állomások vannak a legközelebb:
- Gare de Plestan (Paris Gare Montparnasse, Párizs–Brest-vasútvonal)
- Gare d’Yffiniac (Gare de Brest, Párizs–Brest-vasútvonal)
- Gare de Landébia (Gare de Lison, Lison–Lamballe-vasútvonal)